# 只持村
只持村（ただもちむら）は、愛知県南設楽郡にあった村。現在の新城市の一部にあたる。

## 地理
寒狭川と巴川の合流点左岸に位置していた。

## 歴史
- 1889年（明治22年）10月1日、町村制の施行により、南設楽郡只持村が単独で村制施行し、只持村が発足[1][2]。大字は編成せず[2]。布里村、一色村、塩瀬村、愛郷村と組合村を結成[2]。組合村役場を一色村に設置[3]。
- 1906年（明治39年）5月1日、南設楽郡鳳来寺村、布里村、一色村、塩瀬村、愛郷村と合併し、鳳来寺村が存続して廃止された[1][2]。合併後、鳳来寺村只持となる[2]。

## 産業
- 農業、林産[2]